# Ratusz w Oświęcimiu
Ratusz w Oświęcimiu – budynek mieści się przy Rynku Głównym. Został wybudowany w latach 1872–1875. Jest to jednopiętrowa, podpiwniczona kamienica z cegły. Posiada elementy neogotyckie. Na wieży ratusza znajduje się zegar.

## Historia
Do początku XX wieku siedziba władz miejskich. Później w budynku mieściła się siedziba Powiatowego Urzędu Bezpieczeństwa Publicznego w Oświęcimiu. Po powstaniu Zmotoryzowanych Odwodów Milicji Obywatelskiej w 1956 roku, miała tutaj siedzibę jednostka ZOMO. Użyto jej w Nowej Hucie w kwietniu 1960 roku w walkach o krzyż.
Muzeum
Od 20 lipca 2018 roku w budynku Ratusza mieści się drugi oddział muzeum w Oświęcimiu. Znajduje się tam stała ekspozycja o nazwie „W przestrzeniach historii. Dzieje miasta Oświęcimia”, która przybliża burzliwą historię miasta od czasów średniowiecza aż po współczesność.

## Galeria zdjęć

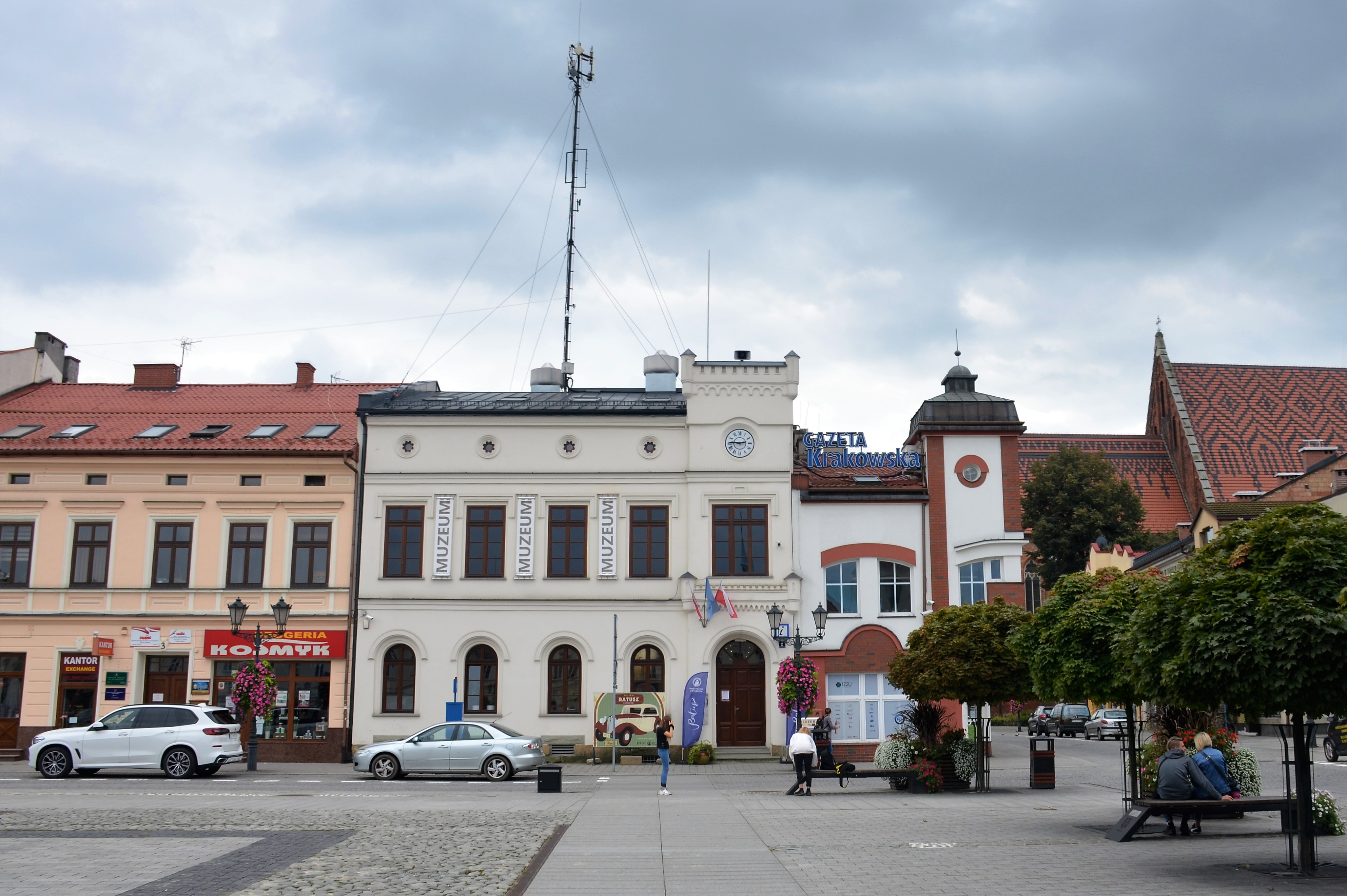
Elewacja frontowa
Ekspozycja muzealna
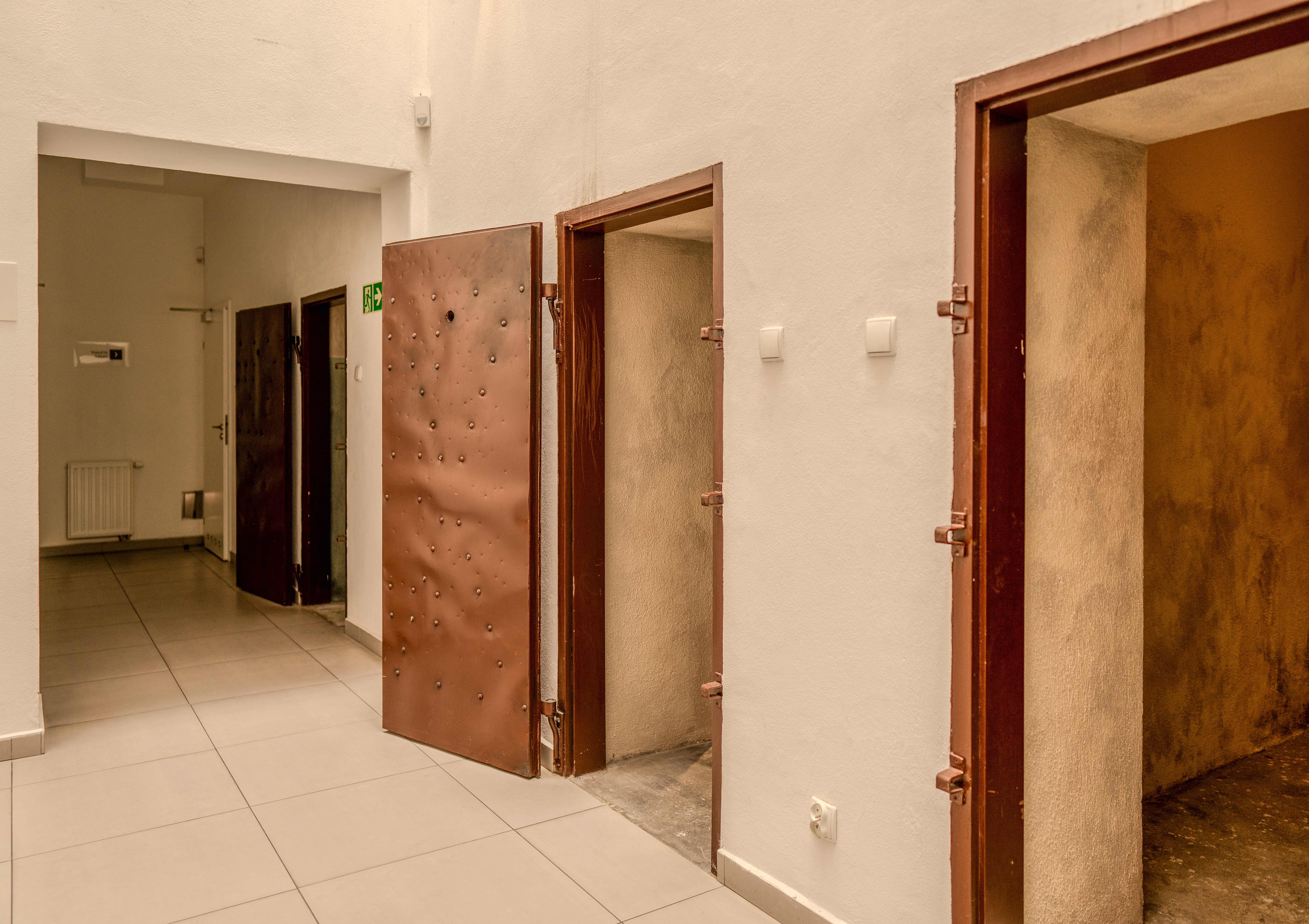
Cele w piwnicach
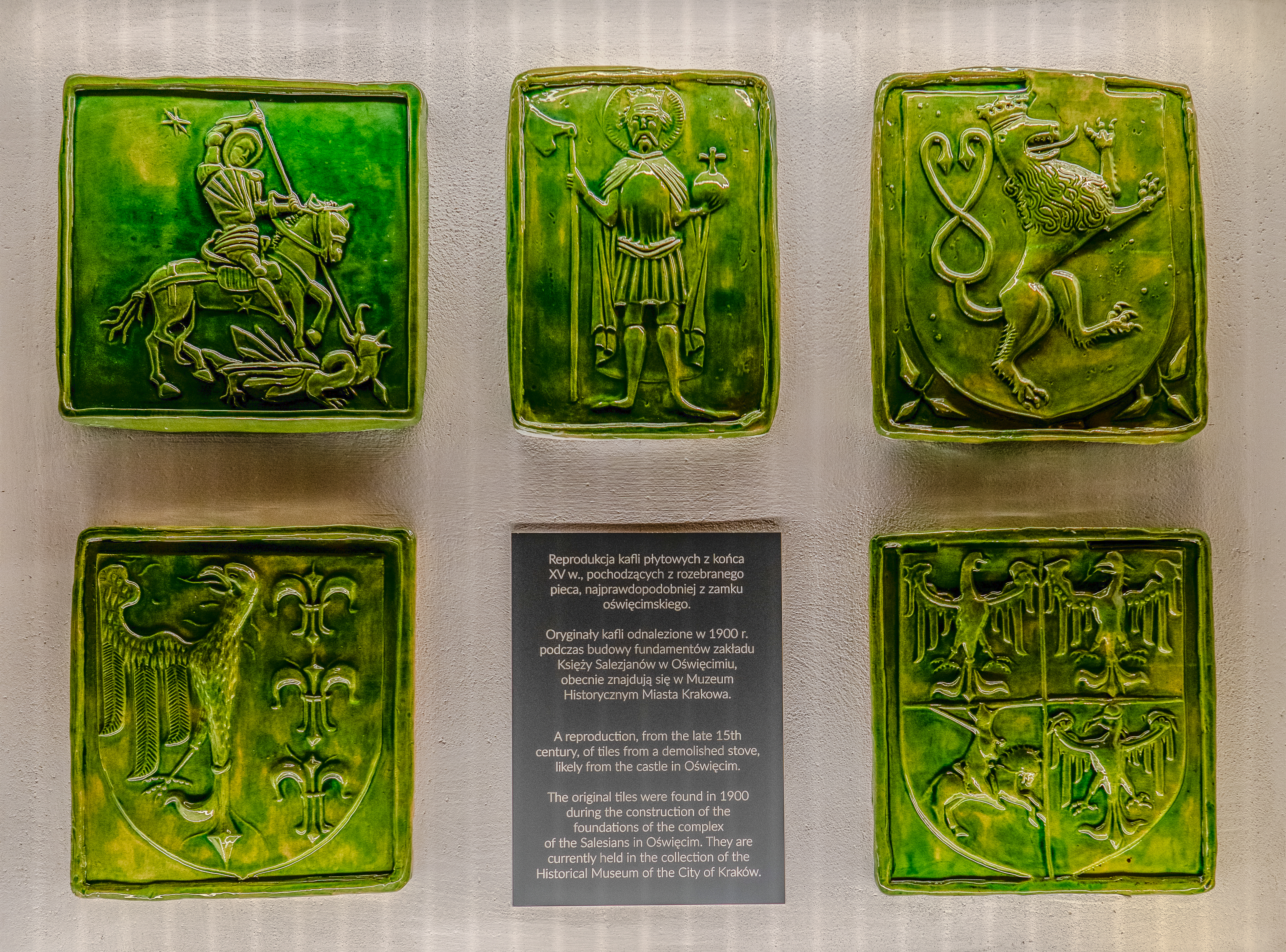
Kafle z zamku (kopia)